# Hedysarum chinense
Hedysarum chinense là một loài thực vật có hoa trong họ Đậu. Loài này được (B.Fedtsch.) Hand.-Mazz. miêu tả khoa học đầu tiên.